# Filip Josef Pick
Filip Josef Pick (14. říjen 1834 Nové Město nad Metují – 3. červen 1910 Praha) byl český dermatolog.
Vystudoval lékařství na Vídeňské univerzitě, kde byl žákem Karla Rokytanského, rovněž českého rodáka. Doktorát získal roku 1860 a stal se asistentem dalších českých rodáků Josefa Škody a Ferdinanda von Hebry. Roku 1867 se habilitoval na pražské univerzitě (německé části) jako mimořádný profesor, v letech 1896-1906 pak byl řádným profesorem dermatologie. V letech 1903–1904 byl děkanem lékařské fakulty této části univerzity. Jako jeden z prvních popsal erytromelii. Vytvořil též tzv. Pickovu mast.